# Бонишевская, Ванда
Ванда Бонишевская (род. 2 июня 1907 в деревне Nowa Kamionka около Новогрудка, умерла 2 марта 2003 в Констанцине-Езёрна) — католическая монахиня, стигматичка, мистик.

## Биография

### Служба в ордене
6 января 1925 вступила в Конгрегацию сестёр от Ангелов в Вильнюсе . Вечные обеты принесла 2 августа 1933 в Калварии. С весны 1933 проживала в монастыре в Прычюнах под Вильнюсом. Исповедниками сестры Ванды были о. Тадеуш Макаревич, о. Чеслав Барвицкий и архиепископ Ромуальд Ялбжиковский.

### Мистический опыт
В 1934, в Великий Четверг, получила дар стигматов. На её руках, стопах, голове, правом боку и затылке образовались незаживающие раны, которые появлялись нерегулярно. Часто это происходило в четверги после обеда, в пятницы, а особенно во время Великого Поста и на Страстной Неделе. Согласно свидетельствам очевидцев, обладала пророческим даром, даром исцеления, а также переживала евхаристические посты. Подвергалась атакам дьявола, а также жертвовала Богу посты и умерщвления плоти в намерениях священников и монашеских орденов.

### Преследования
В 1944 попала в приют для неизлечимо больных. Ей, вместе с о. Антонием Зомбкем, а также другими сёстрами, было предъявлено обвинение в принадлежности к нелегальному тайному монашескому ордену, и укрывательстве Ватиканского шпиона. Была арестована 11 апреля 1950. Во время проведения расследования чаще всего находилась в больнице для заключенных на Лукишках. 19 сентября 1950 решением советского суда была осуждена на 10 лет тюремного заключения. Наказание отбывала в Верхнеуральске. 26 августа 1956 была освобождена и перемещена в пункт репатриации в Быкове под Москвой. В 1958, после репатриации, направлена в психиатрическую больницу. В Польше проживала в монастырях своей конгрегации в Хылицах (Chylice), Белостоке, Лутковке около Варшавы, Ченстохове, Констанцине.
Умерла 2 марта 2003 в Хылицах (Chylice), районе Констанцина-Езёрна.